# Skärtjärnen (Äppelbo socken, Dalarna)
Skärtjärnen är en sjö i Vansbro kommun i Dalarna och ingår i Dalälvens huvudavrinningsområde.